# Verlag Neue Musik
Der Verlag Neue Musik ist ein Fachverlag für zeitgenössische Musik in Berlin.

## Geschichte
Der Verlag wurde 1957 vom Verband Deutscher Komponisten und Musikwissenschaftler in Berlin gegründet. Nathan Notowicz, der Generalsekretär des Verbandes, wurde Inhaber einer Lizenz der Hauptverwaltung Verlage und Buchhandel im Ministerium für Kultur. Damit waren die Komponisten und Musikwissenschaftler der einzige Künstlerverband, der in der DDR einen eigenen Verlag betreiben durfte. Die Aufgaben zwischen Breitkopf & Härtel und dem neuen Verlag wurden im November 1957 durch einen Abstimmungsvertrag dahingehend geregelt, dass sich der Verlag Neue Musik ausschließlich auf zeitgenössische Musik beschränkt. Er veröffentlichte auch die mehrmals im Jahr erscheinende Zeitschrift Beiträge zur Musikwissenschaft. Etwa dreißig Mitarbeiter waren im Verlag beschäftigt. Weil es sich bei dem Verlag um keinen Volkseigenen Betrieb handelte, wurde 1990 die Treuhandanstalt nicht eingeschaltet. Der Verlag Neue Musik wurde in eine GmbH umgewandelt und später an die westdeutsche Edition Margaux verkauft. Im Jahr 1991 erklärte der Verlag den Austritt aus dem Börsenverein des Deutschen Buchhandels. Die Dokumente des Komponistenverbandes gingen in den Bestand der Akademie der Künste in Berlin über. 1996 wurde das Tochterunternehmen Kreuzberg Records gegründet. 2000 erwarb der AMA Verlag in Brühl die Rechte des zeitgenössischen Musikverlages.

## Katalog (Auswahl)

### Beim Verlag veröffentlichen Komponistinnen und Komponisten wie
- Andre Asriel
- Reiner Bredemeyer
- Christoph Breidler
- Alois Bröder
- Thomas Buchholz
- Henry Büttner
- Sidney Corbett
- Paul Dessau
- Gerd Domhardt
- Hanns Eisler
- Farzia Fallah
- Caspar de Gelmini
- Ottmar Gerster
- Malte Giesen
- Harry Goldschmidt
- Peter Michael Hamel
- Timo Jouko Herrmann
- Hans-Joachim Hespos
- Walter Thomas Heyn
- Caspar René Hirschfeld
- Gabriel Iranyi
- Georg Katzer
- Günter Kochan
- Viola Kramer
- Mayako Kubo
- Benjamin Lang
- Dieter Mack
- Siegfried Matthus
- Thomas Müller
- Günter Neubert
- Fabio Nieder
- Bert Noglik
- Michael Obst
- Gwyn Pritchard
- Gregory Rose
- Kurt Schwaen
- Frank Schwemmer
- Daniel Seel
- Andreas F. Staffel
- Susanne Stelzenbach
- Michael Stöckigt
- Siegfried Stöckigt
- Johannes Paul Thilman
- Gerhard Tittel
- Hans Jürgen Wenzel
- Richard Nikolaus Wenzel
- Michael Wertmüller
- Gerhard Wohlgemuth
- Ruth Zechlin

### Illustratoren des Verlages (unvollständig, ergänzen)
- Konrad Golz